# Championnat de Tunisie masculin de handball 1998-1999
Navigation
Saison précédente 1997-1998 Saison suivante 1999-2000
La saison 1998-1999 du championnat de Tunisie masculin de handball est la 44e édition de la compétition. Elle est disputée en deux phases : une première en deux poules de six clubs chacune en aller et retour et une seconde en une poule de play-off et deux de play-out. L’Étoile sportive du Sahel remporte son troisième championnat de Tunisie, tout en perdant aux prolongations la coupe de Tunisie au profit d’El Makarem de Mahdia. La relégation touche le néo-promu, l’Olympique de Médenine, et l’un des bastions du handball tunisien, le Sporting Club de Moknine.

## Clubs participants
| - Association sportive d'Hammamet - Club africain - El Baath sportif de Béni Khiar - El Makarem de Mahdia - Espérance sportive de Tunis - Étoile sportive du Sahel | - Jeunesse sportive kairouanaise - Olympique de Médenine - Sporting Club de Moknine - Stade nabeulien - Stade sportif midien - Zitouna Sports |

## Compétition
Le barème de points servant à établir le classement se décompose ainsi :
- Victoire : 3 points
- Match nul : 2 points
- Défaite : 1 point
- Forfait et match perdu par pénalité : 0 point

### Première phase
Deux clubs se qualifient au play-off avec un point de bonus pour le premier classé. Les trois autres disputent le play-out avec deux points de bonus pour le troisième et un point pour le quatrième.
- Poule A